# 좌절의 날

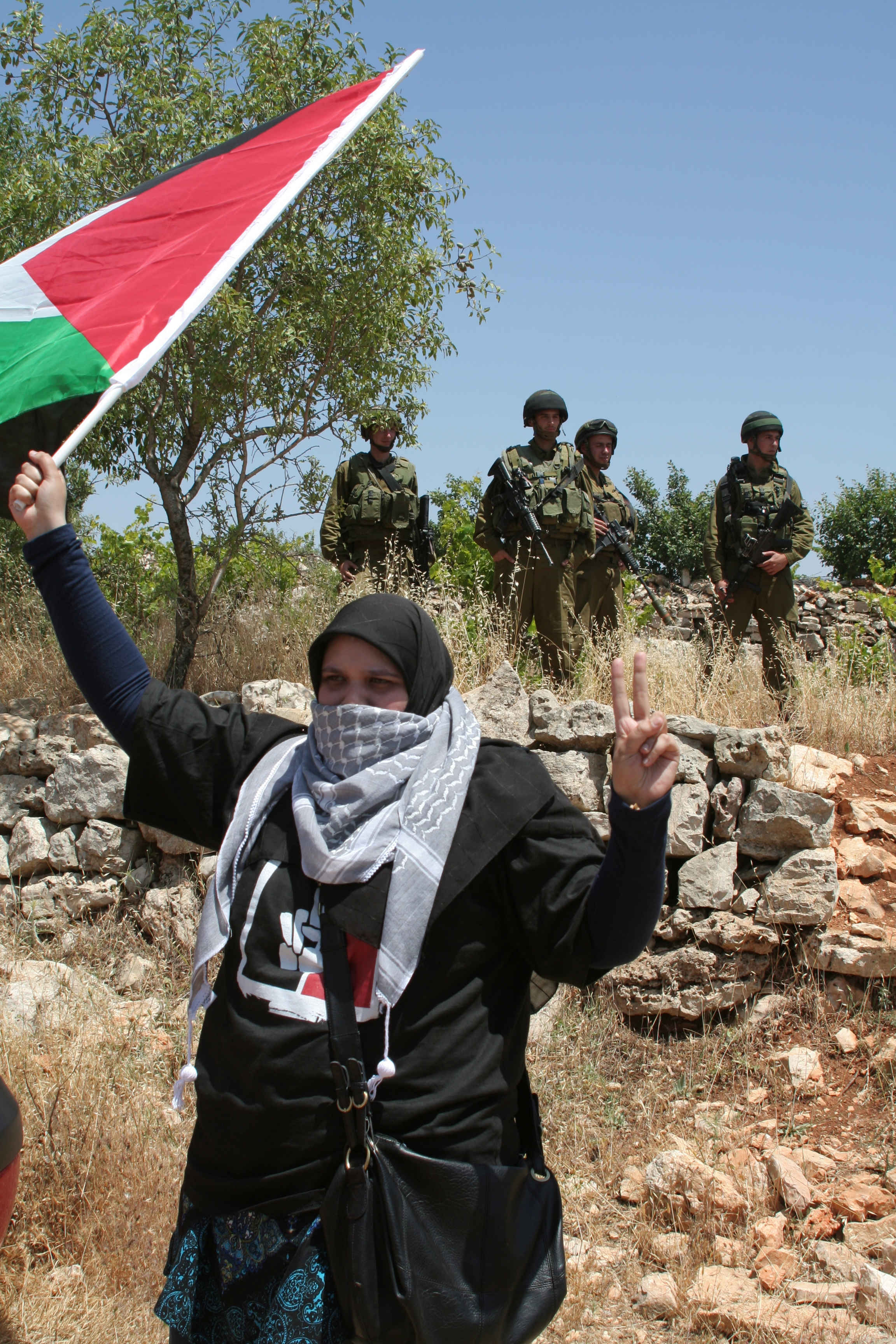
좌절의 날에 베이트우마르에서 활동하는 팔레스타인 운동가.

좌절의 날(아랍어: يوم النكسة→나크사의 날)은 1967년 6월 5일 발발한 제3차 중동 전쟁에서 이스라엘이 서안 지구와 가자 지구를 점령하며 발생한 팔레스타인인의 탈출을 추모하는 기념일이다.
이와 비슷하게, 1948년 아랍-이스라엘 전쟁 당시 추방된 팔레스타인인을 추모하는 기념일은 나크바의 날이라고 부르며, 매 년 5월 15일에 해당한다.

## 2011년 좌절의 날 시위
2011년 5월 15일 발생한 나크바의 날 시위 당시, 시리아 측 마즈달샴스에서 국경을 넘으려는 팔레스타인인 시위대와 이스라엘 방위군 간의 충돌로 인해 팔레스타인 13명 이상이 사망하였고, 아랍인 트럭 운전 기사의 돌진으로 텔아비브에서 이스라엘인이 사망한 사건이 발생하였으며, 당시 운동가들은 6월 5일 좌절의 날에 추가적인 시위를 진행할 계획이었다.
레바논에서는 운동가의 국경 근처 접근을 막았지만, 팔레스타인 시위자들은 이스라엘과 시리아 간 국경 근처인 쿠네이트라와 마즈달샴스 근처로 이동하였다. 6월 5일 다마스쿠스 인근에 거주하는 팔레스타인인 다수가 버스를 타고 국경 근처로 이동하였으며, 시리아군의 별다른 제제를 받지 않았다.
이스라엘 방위군은 국경에 접근하지 말라고 경고하였으나, 시위대는 이를 무시하고 국경 철조망을 넘었다. 이스라엘 방위군에 따르면, 시위대가 정지하지 않아 시위대 하반신에 사격하였으며, 이스라엘 방위군은 12명이 부상을 입었다고 주장하였으나, 시리아 언론은 23명이 사망하고 350명이 부상을 입었다고 보도하였다. 또한, 시리아에서는 이스라엘군이 지뢰를 설치했다고 주장하였으나, 이스라엘 방위군은 지뢰 폭발이 일어난 것은 맞지만 국경에서 수백 미터 떨어진 시리아 측에서 터진 것이며, 시위대 일부는 화염병 투척과 타이어 소각으로 인해 국경에 도착하기 이전인 쿠네이트라 근처에서 이미 사망하였다고 발표하였다.
이스라엘 정부 관계자는, 레바논과의 국경은 상대적으로 조용하였다는 점을 들며, 시리아 정부가 시리아 내전 등 내부 문제에서 시선을 돌리기 위해 시위대와의 충돌을 조장하려고 하였으며, 실질적으로 시위대에 허가를 내 준 셈이라고 비판하였다. 미국 국무부는 인명 피해에 대해 염려한다는 입장을 내놓았으나, 동시에 이스라엘은 주권국으로서 여느 주권국과 같이 스스로를 지킬 권리가 있다고 덧붙였다. 시리아 국영 신문은 시리아 난민 60만 명이 "골란고원의 점령으로 인해 쫓겨난 마을과 논밭으로 행진할 것이다"며 이스라엘에게 경고하는 기사를 게제하였다.

## 같이 보기
- 팔레스타인인의 쿠웨이트 탈출